# Marco Penaforte
Marco Antônio de Holanda Penaforte (Fortaleza, 4 de julho de 1948) é um médico e político brasileiro que foi deputado federal pelo Ceará.

## Dados biográficos
Filho de Antônio Abdon Penaforte e Hortulana Barreto de Holanda Penaforte. Graduado em Medicina em 1974 pela Universidade Federal do Ceará, especializou-se em Clínica Médica e integrou tanto a Associação Médica Cearense quanto a Associação Médica Brasileira. Membro do PMDB durante a maior parte da década de 1980, foi chefe de gabinete da Secretaria de Saúde na gestão de Antônio Carlile Holanda Lavor até substituir o referido titular por escolha do governador Tasso Jereissati em 1988.
Eleito deputado federal pelo PSDB em 1990, votou a favor do impeachment de Fernando Collor em 1992. Após o fim do seu mandato, permaneceu na política como presidente do diretório estadual do PSDB no Ceará, cargo que ocupou por duas vezes, e como secretário de Governo de Beni Veras.